# 다르윈 누녜스
다르윈 가브리엘 누녜스 리베이로(스페인어: Darwin Gabriel Núñez Ribeiro, 1999년 6월 24일 ~)는 우루과이의 축구 선수로, 현재 사우디 프로페셔널리그의 알힐랄에서 공격수로 뛰고 있다.

## 국가대표 경력
- 2022 FIFA 월드컵
- 2024 코파 아메리카

## 출전 통계
| 클럽     | 시즌    | 출전 | 득점 |
| -------- | ------- | ---- | ---- |
| 페냐롤   | 2017    | 1    | 0    |
| 페냐롤   | 2018    | 13   | 1    |
| 페냐롤   | 2019    | 8    | 3    |
| 알메리아 | 2019-20 | 32   | 16   |
| 벤피카   | 2020-21 | 44   | 14   |
| 벤피카   | 2021-22 | 41   | 34   |
| 리버풀   | 2022-23 | 42   | 15   |
| 리버풀   | 2023-24 | 54   | 18   |
| 리버풀   | 2024-25 | 47   | 7    |

## 수상

#### 페냐롤
- 프리메라 디비시온 : 2017, 2018

#### 리버풀
- 프리미어리그 : 2024-25
- EFL컵 : 2023-24
- FA 커뮤니티 쉴드 : 2022

#### 우루과이
- 코파 아메리카 3위 : 2024

### 개인
- 프리메이라리가 득점왕 : 2021-22
- 프리메이라리가 올해의 팀 : 2021-22
- 프리메이라리가 올해의 선수 : 2021-22
- 프리메이라리가 이 달의 선수 : 21년 9월
- 프리메이라리가 이 달의 공격수 : 21년 9월
- CNID 올해의 선수 : 2022
- 코스메 다미앙 상 : 2021